# Saint-Aquilin
 Saint-Aquilin  (en occitano Sent Agulin) es una población y comuna francesa, situada en la región de Aquitania, departamento de Dordoña, en el distrito de Périgueux y cantón de Neuvic (Dordoña).

## Demografía
| 515 | 440 | 381 | 388 | 387 | 450 |
| Para los censos de 1962 a 1999 la población legal corresponde a la población sin duplicidades (Fuente: INSEE [Consultar]) |     |     |     |     |     |